# FIA-Formel-E-Weltmeisterschaft 2022/23

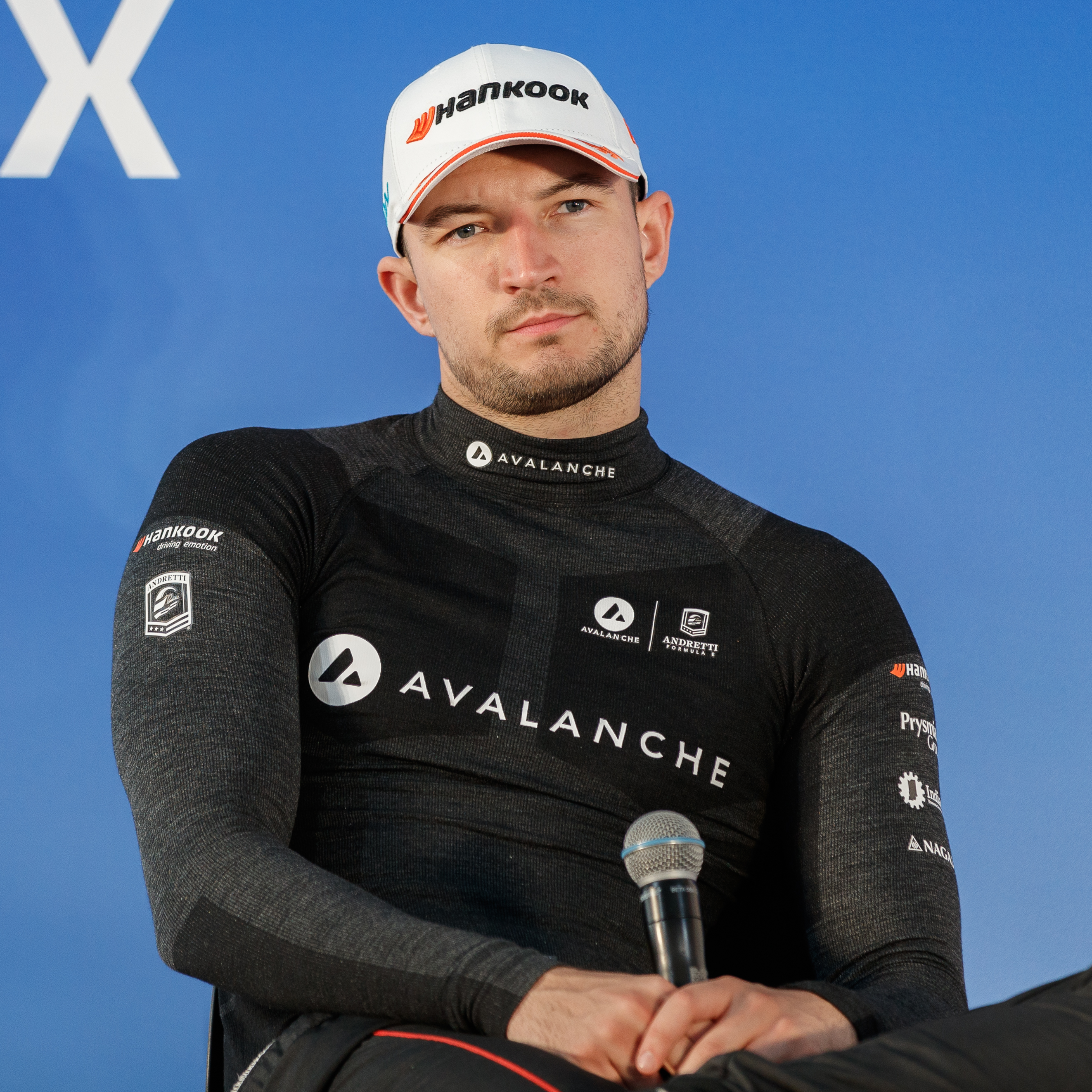
Weltmeister Jake Dennis

Die FIA-Formel-E-Weltmeisterschaft 2022/23 war die neunte Saison der FIA-Formel-E-Weltmeisterschaft und die dritte, die offiziell als Weltmeisterschaft ausgetragen wurde. Sie begann am 14. Januar 2023 in Mexiko-Stadt und endete am 30. Juli 2023 in London. Die Saison umfasste sechzehn Rennen.

## Änderungen 2022/23

### Rennen
Mit Rennen in Hyderabad, Kapstadt, Portland und São Paulo gab es vier neue Veranstaltungen im Rennkalender. Dafür entfielen die Rennen in Marrakesch, New York City und Seoul.

### Technische Änderungen
Nach vier Saisons mit dem Spark SRT_05e wurde ein neues Fahrzeug eingesetzt. Es handelte sich um die dritte Fahrzeuggeneration der FIA-Formel-E-Weltmeisterschaft.
Die maximale Leistung des Antriebs wurde im Vergleich zur Vorsaison von 250 kW auf 350 kW erhöht. Zusätzlich verfügten die Fahrzeuge über einen Elektromotor an der Vorderachse, der jedoch nur zur Energierückgewinnung verwendet werden durfte. Da hier bis zu 250 kW rekuperiert wurden, erhöhte sich die maximale Rekuperation auf insgesamt 600 kW. Dafür gab es an der Hinterachse nun keine mechanischen Bremsen mehr, hier wurde ausschließlich durch Rekuperation verzögert.
Bei Testfahrten kam es zu mehreren schweren Unfällen, bei denen ein Ausfall des Antriebs oder der Batterie eine Rolle spielte. Durch die fehlende Rekuperationsmöglichkeit konnten die Fahrer ausschließlich über die Bremsen an der Vorderachse verzögern. Die Verantwortlichen entschieden sich daher dazu, an der Hinterachse ein Bremssystem nachzurüsten, das im Falle eines Notfalls das sichere Verzögern des Fahrzeugs ermöglichen sollte. Bereits beim zweiten Saisonrennen, dem Diriyya E-Prix, kam das sogenannte „Sekundäre Bremssystem“ zum Einsatz.
Außerdem kritisierten mehrere Fahrer die Rückspiegel des Wagens, die so tief positioniert waren, dass die Hinterreifen die Sicht nach hinten behinderten. Ab dem São Paulo E-Prix standen neue Rückspiegel zur Verfügung, die deutlich höher angebracht waren.

### Reifen
Hankook ersetzte ab dieser Saison Michelin und war somit neuer Einheitslieferant der Rennserie. Die Reifen wurden dabei zu 30 Prozent aus nachhaltigen Rohstoffen produziert.

### Teams
Nach drei Saisons verließ Mercedes-EQ 2022 die Meisterschaft. Im Mai 2022 gab McLaren Racing die Übernahme des Mercedes-EQ-Teams für die Saison 2022/23 bekannt. McLaren trat mit Kundenmotoren von Nissan an.
Maserati gab zur Saison 2022/23 den Einstieg in die FIA-Formel-E-Weltmeisterschaft bekannt. Der Sportwagenhersteller schloss eine mehrjährige Partnerschaft mit der Monaco Sports Group ab. Das Team trat unter dem Namen Maserati MSG Racing an und verwendet die Motoren von Stellantis-Konzernschwester DS Automobiles, die jedoch unter dem Namen Maserati eingesetzt wurden.
Abt Sportsline kehrte in die FIA-Formel-E-Weltmeisterschaft zurück. Bereits seit der ersten Saison trat das Team unter dem Namen Audi Sport ABT Schaeffler an, verkaufte das Team jedoch 2017 an Audi. Audi stieg 2021 aus der FIA-Formel-E-Weltmeisterschaft aus. Abt verwendet Motoren von Mahindra Racing.
Techeetah trat aufgrund von wirtschaftlichen Schwierigkeiten in der FIA-Formel-E-Weltmeisterschaft 2022/23 nicht an. Der bisherige Antriebslieferant des Teams, DS Automobiles, schloss eine Partnerschaft mit Penske Autosport ab. Das Team trat unter dem Namen DS Penske an, der Name Dragon Racing verschwand somit nach acht Saisons aus der FIA-Formel-E-Weltmeisterschaft.
Envision Racing trat nach dem Ausstieg von Partner Audi nun als Kundenteam von Jaguar Racing an. Avalanche Andretti startete mit Antrieben von Porsche.

### Fahrer
Der amtierende Weltmeister Stoffel Vandoorne wechselte von Mercedes-EQ zu DS Penske. Sein Teamkollege dort wurde Jean-Éric Vergne, der vorherige Penske-Pilot Antonio Giovinazzi verließ hingegen die Rennserie. Vandoornes ehemaliger Teamkollege Nyck de Vries verließ die Formel E ebenfalls, um für AlphaTauri in der Formel-1-Weltmeisterschaft an den Start zu gehen.
André Lotterer verließ Porsche und wechselte zu Andretti Autosport, wo er Oliver Askew ersetzte, der die Rennserie ebenfalls verließ. Lotterers Nachfolger bei Porsche wurde António Félix da Costa, der zuvor drei Saisons für Techeetah fuhr.
Alexander Sims gab ebenfalls bekannt, die Rennserie zu verlassen. Mahindra Racing verpflichtete Lucas di Grassi als seinen Nachfolger.
Nissan trat mit einer völlig neuen Fahrerpaarung bestehend aus Sacha Fenestraz und Norman Nato an. Beide waren zuvor Testfahrer bei Jaguar Racing.
René Rast kehrte bei McLaren in die Rennserie zurück, nachdem er zuletzt in der DTM fuhr. Sein Teamkollege wurde Jake Hughes, der sein Formel-E-Debüt gab.
Abt Sportsline verpflichtete für seine Rückkehr in die FIA-Formel-E-Weltmeisterschaft Nico Müller und Robin Frijns. Müller fuhr zuvor in der DTM und kehrt mehr nach zwei Jahren in die Rennserie zurück. Frijns fuhr in der Vorsaison für Envision Racing. Sein Nachfolger dort wurde Sébastien Buemi, der das von Nissan übernommene e.dams-Team nach acht Saisons verließ.
NIO 333 verpflichtete Sérgio Sette Câmara von Dragon Racing, der Nachfolger von Oliver Turvey wurde. Turvey wechselte als Test- und Ersatzfahrer sowie als sportlicher Berater zu DS Penske.
Maximilian Günther wechselte von Nissan zu Maserati MSG Racing, dem Nachfolgeteam von Venturi. Hier wurde er Teamkollege von Edoardo Mortara, der beim Team blieb.
Der bei einem Unfall in der Startrunde des Mexico City E-Prix verletzte Frijns wurde bei ABT Cupra für drei Rennwochenenden durch den früheren Audi-Ersatzpiloten und DTM-Fahrer Kelvin van der Linde ersetzt, der beim Diriyya E-Prix 2023 sein Formel-E-Debüt gab. Ab dem São Paulo E-Prix kehrte Frijns ins Cockpit zurück.
Da Lotterer zeitgleich den Vortest für das 24-Stunden-Rennen von Le Mans bestritt, gab Andretti bekannt, dass David Beckmann den Jakarta E-Prix anstelle von Lotterer bestreiten solle. Oliver Rowland trennte sich nach dem Monaco E-Prix von Mahindra Racing. Dort wurde er durch Roberto Merhi ersetzt, der sein Debüt in der Rennserie gab.

## Teams und Fahrer
| Bild                                        | Team                             | Fahrzeug              | Nr. | Fahrer                 | Rennen     | Test-/Ersatzfahrer                                           |
| ------------------------------------------- | -------------------------------- | --------------------- | --- | ---------------------- | ---------- | ------------------------------------------------------------ |
| Nissan e-4ORCE 04 von Neom McLaren          | Neom McLaren Formula E Team      | Nissan e-4ORCE 04     | 5   | Jake Hughes            | 1–16       | Luke Browning Charlie Eastwood                               |
| Nissan e-4ORCE 04 von Neom McLaren          | Neom McLaren Formula E Team      | Nissan e-4ORCE 04     | 58  | René Rast              | 1–16       | Luke Browning Charlie Eastwood                               |
| Maserati Tipo Folgore                       | Maserati MSG Racing              | Maserati Tipo Folgore | 7   | Maximilian Günther     | 1–16       | Hugh Barter Felipe Drugovich                                 |
| Maserati Tipo Folgore                       | Maserati MSG Racing              | Maserati Tipo Folgore | 48  | Edoardo Mortara        | 1–16       | Hugh Barter Felipe Drugovich                                 |
| Jaguar I-Type 6                             | Jaguar TCS Racing                | Jaguar I-Type 6       | 9   | Mitch Evans            | 1–16       | Tom Dillmann Joel Eriksson Simon Evans Sheldon van der Linde |
| Jaguar I-Type 6                             | Jaguar TCS Racing                | Jaguar I-Type 6       | 10  | Sam Bird               | 1–16       | Tom Dillmann Joel Eriksson Simon Evans Sheldon van der Linde |
| Jaguar I-Type 6 von Envision Racing         | Envision Racing                  | Jaguar I-Type 6       | 16  | Sébastien Buemi        | 1–16       | Jack Aitken Jonny Edgar                                      |
| Jaguar I-Type 6 von Envision Racing         | Envision Racing                  | Jaguar I-Type 6       | 37  | Nick Cassidy           | 1–16       | Jack Aitken Jonny Edgar                                      |
| Porsche 99X Electric von Avalanche Andretti | Avalanche Andretti Formula E     | Porsche 99X Electric  | 27  | Jake Dennis            | 1–16       | David Beckmann Linus Lundqvist Zane Maloney                  |
| Porsche 99X Electric von Avalanche Andretti | Avalanche Andretti Formula E     | Porsche 99X Electric  | 36  | André Lotterer         | 1–9, 12–16 | David Beckmann Linus Lundqvist Zane Maloney                  |
| Porsche 99X Electric von Avalanche Andretti | Avalanche Andretti Formula E     | Porsche 99X Electric  | 36  | David Beckmann         | 10, 11     | David Beckmann Linus Lundqvist Zane Maloney                  |
| Porsche 99X Electric                        | TAG Heuer Porsche Formula E Team | Porsche 99X Electric  | 13  | António Félix da Costa | 1–16       | David Beckmann Simona de Silvestro Ye Yifei                  |
| Porsche 99X Electric                        | TAG Heuer Porsche Formula E Team | Porsche 99X Electric  | 94  | Pascal Wehrlein        | 1–16       | David Beckmann Simona de Silvestro Ye Yifei                  |
| Mahindra M9Electro                          | Mahindra Racing                  | Mahindra M9Electro    | 8   | Oliver Rowland         | 1–9        | Jehan Daruvala Jordan King Roberto Merhi                     |
| Mahindra M9Electro                          | Mahindra Racing                  | Mahindra M9Electro    | 8   | Roberto Merhi          | 10–16      | Jehan Daruvala Jordan King Roberto Merhi                     |
| Mahindra M9Electro                          | Mahindra Racing                  | Mahindra M9Electro    | 11  | Lucas di Grassi        | 1–16       | Jehan Daruvala Jordan King Roberto Merhi                     |
| Nissan e-4ORCE 04                           | Nissan Formula E Team            | Nissan e-4ORCE 04     | 17  | Norman Nato            | 1–16       | Luca Ghiotto Victor Martins                                  |
| Nissan e-4ORCE 04                           | Nissan Formula E Team            | Nissan e-4ORCE 04     | 23  | Sacha Fenestraz        | 1–16       | Luca Ghiotto Victor Martins                                  |
| Nio 333 ER9                                 | NIO 333 Formula E Team           | Nio 333 ER9           | 3   | Sérgio Sette Câmara    | 1–16       | Mikel Azcona Daniil Kwjat                                    |
| Nio 333 ER9                                 | NIO 333 Formula E Team           | Nio 333 ER9           | 33  | Daniel Ticktum         | 1–16       | Mikel Azcona Daniil Kwjat                                    |
| DS E-Tense FE23                             | DS Penske                        | DS E-Tense FE23       | 1   | Stoffel Vandoorne      | 1–16       | Robert Schwarzman Will Stevens Oliver Turvey                 |
| DS E-Tense FE23                             | DS Penske                        | DS E-Tense FE23       | 25  | Jean-Éric Vergne       | 1–16       | Robert Schwarzman Will Stevens Oliver Turvey                 |
| Mahindra M9Electro von ABT Cupra            | ABT Cupra Formula E Team         | Mahindra M9Electro    | 4   | Robin Frijns           | 1, 6–16    | Adrien Tambay Tim Tramnitz Kelvin van der Linde              |
| Mahindra M9Electro von ABT Cupra            | ABT Cupra Formula E Team         | Mahindra M9Electro    | 4   | Kelvin van der Linde   | 2–5        | Adrien Tambay Tim Tramnitz Kelvin van der Linde              |
| Mahindra M9Electro von ABT Cupra            | ABT Cupra Formula E Team         | Mahindra M9Electro    | 51  | Nico Müller            | 1–16       | Adrien Tambay Tim Tramnitz Kelvin van der Linde              |

Anmerkungen
1. 1 2 3 4 5 6 7 8 9 10 11 12 13 14 15 16 17 18 19 20 21 22 23  Dieser Fahrer nahm an dem als Rookie Test bezeichneten Testtag für diesen Rennstall teil.

## Rennkalender
In der Saison 2022/23 wurden letztlich 16 der geplanten 17 Rennen in elf Städten ausgetragen.
| Nr. | Datum       | Veranstaltung (Rennstrecke)        | Erster                                                    | Zweiter                                            | Dritter                                                   | Pole-Position                              | Schnellste Runde                              | Gesamtführung                                      | Gesamtführung                    |
| Nr. | Datum       | Veranstaltung (Rennstrecke)        | Erster                                                    | Zweiter                                            | Dritter                                                   | Pole-Position                              | Schnellste Runde                              | Fahrer                                             | Team                             |
| --- | ----------- | ---------------------------------- | --------------------------------------------------------- | -------------------------------------------------- | --------------------------------------------------------- | ------------------------------------------ | --------------------------------------------- | -------------------------------------------------- | -------------------------------- |
| 01  | 14. Januar  | Mexiko-Stadt E-Prix (Mexiko-Stadt) | Jake Dennis (Avalanche Andretti Formula E)                | Pascal Wehrlein (TAG Heuer Porsche Formula E Team) | Lucas di Grassi (Mahindra Racing)                         | Lucas di Grassi (Mahindra Racing)          | Jake Dennis (Avalanche Andretti Formula E)    | Jake Dennis (Avalanche Andretti Formula E)         | Avalanche Andretti Formula E     |
| 02  | 27. Januar  | Diriyya E-Prix (Diriyya)           | Pascal Wehrlein (TAG Heuer Porsche Formula E Team)        | Jake Dennis (Avalanche Andretti Formula E)         | Sam Bird (Jaguar TCS Racing)                              | Sébastien Buemi (Envision Racing)          | René Rast (Neom McLaren Formula E Team)       | Jake Dennis (Avalanche Andretti Formula E)         | Avalanche Andretti Formula E     |
| 03  | 28. Januar  | Diriyya E-Prix (Diriyya)           | Pascal Wehrlein (TAG Heuer Porsche Formula E Team)        | Jake Dennis (Avalanche Andretti Formula E)         | René Rast (Neom McLaren Formula E Team)                   | Jake Hughes (Neom McLaren Formula E Team)  | Sam Bird (Jaguar TCS Racing)                  | Pascal Wehrlein (TAG Heuer Porsche Formula E Team) | Avalanche Andretti Formula E     |
| 04  | 11. Februar | Hyderabad E-Prix (Hyderabad)       | Jean-Éric Vergne (DS Penske)                              | Nick Cassidy (Envision Racing)                     | António Félix da Costa (TAG Heuer Porsche Formula E Team) | Mitch Evans (Jaguar TCS Racing)            | Nico Müller (ABT Cupra Formula E Team)        | Pascal Wehrlein (TAG Heuer Porsche Formula E Team) | TAG Heuer Porsche Formula E Team |
| 05  | 25. Februar | Kapstadt E-Prix (Kapstadt)         | António Félix da Costa (TAG Heuer Porsche Formula E Team) | Jean-Éric Vergne (DS Penske)                       | Nick Cassidy (Envision Racing)                            | Sacha Fenestraz (Nissan Formula E Team)    | Jean-Éric Vergne (DS Penske)                  | Pascal Wehrlein (TAG Heuer Porsche Formula E Team) | TAG Heuer Porsche Formula E Team |
| 06  | 25. März    | São Paulo E-Prix (São Paulo)       | Mitch Evans (Jaguar TCS Racing)                           | Nick Cassidy (Envision Racing)                     | Sam Bird (Jaguar TCS Racing)                              | Stoffel Vandoorne (DS Penske)              | Sam Bird (Jaguar TCS Racing)                  | Pascal Wehrlein (TAG Heuer Porsche Formula E Team) | TAG Heuer Porsche Formula E Team |
| 07  | 22. April   | Berlin E-Prix (Berlin)             | Mitch Evans (Jaguar TCS Racing)                           | Sam Bird (Jaguar TCS Racing)                       | Maximilian Günther (Maserati MSG Racing)                  | Sébastien Buemi (Envision Racing)          | Jake Dennis (Avalanche Andretti Formula E)    | Pascal Wehrlein (TAG Heuer Porsche Formula E Team) | TAG Heuer Porsche Formula E Team |
| 08  | 23. April   | Berlin E-Prix (Berlin)             | Nick Cassidy (Envision Racing)                            | Jake Dennis (Avalanche Andretti Formula E)         | Jean-Éric Vergne (DS Penske)                              | Robin Frijns (ABT Cupra Formula E Team)    | Sébastien Buemi (Envision Racing)             | Pascal Wehrlein (TAG Heuer Porsche Formula E Team) | TAG Heuer Porsche Formula E Team |
| 09  | 6. Mai      | Monaco E-Prix (Monaco)             | Nick Cassidy (Envision Racing)                            | Mitch Evans (Jaguar TCS Racing)                    | Jake Dennis (Avalanche Andretti Formula E)                | Jake Hughes (Neom McLaren Formula E Team)  | Jake Dennis (Avalanche Andretti Formula E)    | Nick Cassidy (Envision Racing)                     | Envision Racing                  |
| 10  | 3. Juni     | Jakarta E-Prix (Jakarta)           | Pascal Wehrlein (TAG Heuer Porsche Formula E Team)        | Jake Dennis (Avalanche Andretti Formula E)         | Maximilian Günther (Maserati MSG Racing)                  | Maximilian Günther (Maserati MSG Racing)   | Sébastien Buemi (Envision Racing)             | Nick Cassidy (Envision Racing)                     | TAG Heuer Porsche Formula E Team |
| 11  | 4. Juni     | Jakarta E-Prix (Jakarta)           | Maximilian Günther (Maserati MSG Racing)                  | Jake Dennis (Avalanche Andretti Formula E)         | Mitch Evans (Jaguar TCS Racing)                           | Maximilian Günther (Maserati MSG Racing)   | Jake Dennis (Avalanche Andretti Formula E)    | Pascal Wehrlein (TAG Heuer Porsche Formula E Team) | TAG Heuer Porsche Formula E Team |
| 12  | 24. Juni    | Portland E-Prix (Portland)         | Nick Cassidy (Envision Racing)                            | Jake Dennis (Avalanche Andretti Formula E)         | António Félix da Costa (TAG Heuer Porsche Formula E Team) | Jake Dennis (Avalanche Andretti Formula E) | Mitch Evans (Jaguar TCS Racing)               | Jake Dennis (Avalanche Andretti Formula E)         | TAG Heuer Porsche Formula E Team |
| 13  | 15. Juli    | Rom E-Prix (Rom)                   | Mitch Evans (Jaguar TCS Racing)                           | Nick Cassidy (Envision Racing)                     | Maximilian Günther (Maserati MSG Racing)                  | Mitch Evans (Jaguar TCS Racing)            | Mitch Evans (Jaguar TCS Racing)               | Nick Cassidy (Envision Racing)                     | Envision Racing                  |
| 14  | 16. Juli    | Rom E-Prix (Rom)                   | Jake Dennis (Avalanche Andretti Formula E)                | Norman Nato (Nissan Formula E Team)                | Sam Bird (Jaguar TCS Racing)                              | Jake Dennis (Avalanche Andretti Formula E) | Jean-Éric Vergne (DS Penske)                  | Jake Dennis (Avalanche Andretti Formula E)         | Envision Racing                  |
| 15  | 29. Juli    | London E-Prix (London)             | Mitch Evans (Jaguar TCS Racing)                           | Jake Dennis (Avalanche Andretti Formula E)         | Sébastien Buemi (Envision Racing)                         | Mitch Evans (Jaguar TCS Racing)            | André Lotterer (Avalanche Andretti Formula E) | Jake Dennis (Avalanche Andretti Formula E)         | Jaguar TCS Racing                |
| 16  | 30. Juli    | London E-Prix (London)             | Nick Cassidy (Envision Racing)                            | Mitch Evans (Jaguar TCS Racing)                    | Jake Dennis (Avalanche Andretti Formula E)                | Nick Cassidy (Envision Racing)             | Jake Dennis (Avalanche Andretti Formula E)    | Jake Dennis (Avalanche Andretti Formula E)         | Envision Racing                  |

Anmerkungen
1. ↑  Nico Müller fuhr die schnellste Runde beim Hyderabad E-Prix. Da er jedoch nicht unter den ersten Zehn ins Ziel kam, ging der Bonuspunkt für die schnellste Runde stattdessen an Norman Nato.
2. ↑  Jake Dennis fuhr die schnellste Runde beim ersten Rennen des Berlin E-Prix. Da er jedoch nicht unter den ersten Zehn ins Ziel kam, ging der Bonuspunkt für die schnellste Runde stattdessen an André Lotterer.
3. ↑  Sébastien Buemi fuhr die schnellste Runde beim zweiten Rennen des Berlin E-Prix. Da er jedoch nicht unter den ersten Zehn ins Ziel kam, ging der Bonuspunkt für die schnellste Runde stattdessen an Maximilian Günther.
4. ↑  Sébastien Buemi fuhr die schnellste Runde beim ersten Rennen des Jakarta E-Prix. Da er jedoch nicht unter den ersten Zehn ins Ziel kam, ging der Bonuspunkt für die schnellste Runde stattdessen an Nick Cassidy.
5. ↑  Jean-Éric Vergne fuhr die schnellste Runde beim zweiten Rennen des Rom E-Prix. Da er jedoch nicht unter den ersten Zehn ins Ziel kam, ging der Bonuspunkt für die schnellste Runde stattdessen an Jake Dennis.
6. ↑  André Lotterer fuhr die schnellste Runde beim ersten Rennen des London E-Prix. Da er jedoch nicht unter den ersten Zehn ins Ziel kam, ging der Bonuspunkt für die schnellste Runde stattdessen an Jake Hughes.

## Qualifying-/Rennduelle
Diese beiden Tabellen zeigen, welche Fahrer im jeweiligen Team die besseren Platzierungen im Qualifying bzw. im Rennen erreicht haben.
| Fahrer                           | :                           | Fahrer                      |
| Neom McLaren Formula E Team      | Neom McLaren Formula E Team | Neom McLaren Formula E Team |
| -------------------------------- | --------------------------- | --------------------------- |
| Jake Hughes                      | 8:3                         | René Rast                   |
| Maserati MSG Racing              |                             |                             |
| Maximilian Günther               | 6:5                         | Edoardo Mortara             |
| Jaguar TCS Racing                |                             |                             |
| Mitch Evans                      | 9:2                         | Sam Bird                    |
| Envision Racing                  |                             |                             |
| Sébastien Buemi                  | 6:5                         | Nick Cassidy                |
| Avalanche Andretti Formula E     |                             |                             |
| Jake Dennis                      | 7:1                         | André Lotterer              |
| Jake Dennis                      | 2:0                         | David Beckmann              |
| TAG Heuer Porsche Formula E Team |                             |                             |
| António Félix da Costa           | 1:10                        | Pascal Wehrlein             |
| Mahindra Racing                  |                             |                             |
| Oliver Rowland                   | 5:3                         | Lucas di Grassi             |
| Roberto Merhi                    | 0:2                         | Lucas di Grassi             |
| Nissan Formula E Team            |                             |                             |
| Norman Nato                      | 3:8                         | Sacha Fenestraz             |
| NIO 333 Formula E Team           |                             |                             |
| Sérgio Sette Câmara              | 3:8                         | Daniel Ticktum              |
| DS Penske                        |                             |                             |
| Stoffel Vandoorne                | 4:7                         | Jean-Éric Vergne            |
| ABT Cupra Formula E Team         |                             |                             |
| Robin Frijns                     | 3:4                         | Nico Müller                 |
| Kelvin van der Linde             | 2:1                         | Nico Müller                 |

| Fahrer                           | :                           | Fahrer                      |
| Neom McLaren Formula E Team      | Neom McLaren Formula E Team | Neom McLaren Formula E Team |
| -------------------------------- | --------------------------- | --------------------------- |
| Jake Hughes                      | 4:6                         | René Rast                   |
| Maserati MSG Racing              |                             |                             |
| Maximilian Günther               | 6:3                         | Edoardo Mortara             |
| Jaguar TCS Racing                |                             |                             |
| Mitch Evans                      | 6:2                         | Sam Bird                    |
| Envision Racing                  |                             |                             |
| Sébastien Buemi                  | 5:6                         | Nick Cassidy                |
| Avalanche Andretti Formula E     |                             |                             |
| Jake Dennis                      | 5:4                         | André Lotterer              |
| Jake Dennis                      | 2:0                         | David Beckmann              |
| TAG Heuer Porsche Formula E Team |                             |                             |
| António Félix da Costa           | 4:7                         | Pascal Wehrlein             |
| Mahindra Racing                  |                             |                             |
| Oliver Rowland                   | 2:6                         | Lucas di Grassi             |
| Roberto Merhi                    | 0:2                         | Lucas di Grassi             |
| Nissan Formula E Team            |                             |                             |
| Norman Nato                      | 4:6                         | Sacha Fenestraz             |
| NIO 333 Formula E Team           |                             |                             |
| Sérgio Sette Câmara              | 4:6                         | Daniel Ticktum              |
| DS Penske                        |                             |                             |
| Stoffel Vandoorne                | 3:8                         | Jean-Éric Vergne            |
| ABT Cupra Formula E Team         |                             |                             |
| Robin Frijns                     | 4:3                         | Nico Müller                 |
| Kelvin van der Linde             | 2:1                         | Nico Müller                 |

## Wertung
Die zehn erstplatzierten Fahrer jedes Rennens erhielten Punkte nach folgendem Schema:
| Platz  | 1  | 2  | 3  | 4  | 5  | 6 | 7 | 8 | 9 | 10 |   | PP | SR |
| Punkte | 25 | 18 | 15 | 12 | 10 | 8 | 6 | 4 | 2 | 1  | 3 | 1  |    |

### Fahrerwertung
| Pos. | Fahrer            | MEX | DIR | DIR | HYD | KAP | SAO | BER | BER | MON | JAK | JAK | POR | ROM | ROM | LON | LON | Punkte |
| ---- | ----------------- | --- | --- | --- | --- | --- | --- | --- | --- | --- | --- | --- | --- | --- | --- | --- | --- | ------ |
| 01   | J. Dennis         | 1   | 2   | 2   | 16  | 13  | DNF | 18  | 2   | 3   | 2   | 2   | 2   | 4   | 1   | 2   | 3   | 229    |
| 02   | N. Cassidy        | 9   | 6   | 13  | 2   | 3   | 2   | 5   | 1   | 1   | 7   | 18  | 1   | 2   | DNF | DNF | 1   | 199    |
| 03   | M. Evans          | 8   | 10  | 7   | DNF | 11  | 1   | 1   | 4   | 2   | DNF | 3   | 4   | 1   | DNF | 1   | 2   | 197    |
| 04   | P. Wehrlein       | 2   | 1   | 1   | 4   | DNF | 7   | 6   | 7   | 10  | 1   | 6   | 8   | 9   | 7   | 9   | 10  | 149    |
| 05   | J. Vergne         | 12  | 7   | 16  | 1   | 2   | 5   | 7   | 3   | 7   | 5   | 16  | 11  | 5   | 14  | DNF | 22  | 107    |
| 06   | S. Buemi          | 6   | 4   | 6   | 15  | 5   | 10  | 4   | 20  | 8   | 20  | 10  | 5   | DNF | 5   | 3   | 6   | 105    |
| 07   | M. Günther        | 11  | DNS | 19  | 14  | DNF | 11  | 3   | 6   | DNF | 3   | 1   | 6   | 3   | 6   | 12  | 14  | 101    |
| 08   | S. Bird           | DNF | 3   | 4   | DNF | DNS | 3   | 2   | 19  | 18  | 21  | DNS | 19  | DNF | 3   | 4   | 7   | 95     |
| 09   | A. Félix da Costa | 7   | 18  | 11  | 3   | 1   | 4   | DNF | 5   | 15  | 8   | 7   | 3   | DNF | 12  | 16  | 16  | 93     |
| 10   | N. Nato           | DNF | 12  | 14  | 7   | 8   | DNF | 13  | 16  | 17  | 12  | 5   | 9   | 7   | 2   | 8   | 4   | 63     |
| 11   | S. Vandoorne      | 10  | 11  | 20  | 8   | 7   | 6   | DNF | 8   | 9   | 4   | 9   | 12  | 11  | 8   | 11  | 5   | 56     |
| 12   | J. Hughes         | 5   | 8   | 5   | DNF | 10  | 8   | DNF | 18  | 5   | 10  | DNF | 17  | DNS | 11  | 10  | 19  | 48     |
| 13   | R. Rast           | DNF | 5   | 3   | DNF | 4   | 9   | 17  | 13  | 16  | 15  | 15  | 14  | DNF | 13  | 14  | 12  | 40     |
| 14   | E. Mortara        | DNF | DNF | 9   | 10  | DNF | DNF | 9   | DNF | 11  | 6   | 8   | DNF | DNF | 4   | 5   | 11  | 39     |
| 15   | L. di Grassi      | 3   | 13  | 15  | 14  | WD  | 13  | 11  | 12  | 12  | 14  | 14  | 7   | DNF | DNF | 6   | 18  | 32     |
| 16   | S. Fenestraz      | 15  | 17  | 8   | 12  | DNF | DNF | 12  | 11  | 4   | 19  | 4   | 15  | 10  | 15  | DNF | 15  | 32     |
| 17   | D. Ticktum        | 17  | 14  | 10  | DNF | 6   | 17  | DNF | 10  | 6   | 12  | 11  | 13  | 13  | 9   | 7   | 9   | 28     |
| 18   | A. Lotterer       | 4   | 9   | 12  | 9   | 9   | 12  | 8   | 19  | DNF |     |     | 18  | DNF | DNF | 13  | 21  | 23     |
| 19   | N. Müller         | 14  | DNF | DNF | 11  | WD  | DNF | 15  | 9   | DNF | 11  | 12  | DNF | 6   | 10  | DNF | 8   | 15     |
| 20   | S. Sette Câmara   | 16  | 15  | 17  | 5   | 12  | 16  | 16  | 15  | 14  | 17  | DNS | 16  | 8   | DNF | DSQ | 13  | 14     |
| 21   | O. Rowland        | 13  | 19  | DNF | 6   | WD  | 15  | 10  | 14  | DNF |     |     |     |     |     |     |     | 9      |
| 22   | R. Frijns         | DNF | INJ | INJ | INJ | INJ | 14  | 14  | 17  | 13  | 9   | 13  | 10  | DNF | DNF | DNF | 17  | 6      |
| 23   | R. Merhi          |     |     |     |     |     |     |     |     |     | 18  | 17  | DNF | 12  | DNF | 15  | 20  | 0      |
| 24   | K. van der Linde  |     | 16  | 18  | DNF | WD  |     |     |     |     |     |     |     |     |     |     |     | 0      |
| 25   | D. Beckmann       |     |     |     |     |     |     |     |     |     | 16  | DNF |     |     |     |     |     | 0      |

### Teamwertung
| Pos. | Team                             | Nr. | MEX | DIR | DIR | HYD | KAP | SAO | BER | BER | MON | JAK | JAK | POR | ROM | ROM | LON | LON | Punkte |
| ---- | -------------------------------- | --- | --- | --- | --- | --- | --- | --- | --- | --- | --- | --- | --- | --- | --- | --- | --- | --- | ------ |
| 01   | Envision Racing                  | 16  | 6   | 4   | 6   | 15  | 5   | 10  | 4   | 20  | 8   | 20  | 10  | 5   | DNF | 5   | 3   | 6   | 304    |
| 01   | Envision Racing                  | 37  | 9   | 6   | 13  | 2   | 3   | 2   | 5   | 1   | 1   | 7   | 18  | 1   | 2   | DNF | DNF | 1   | 304    |
| 02   | Jaguar TCS Racing                | 09  | 8   | 10  | 7   | DNF | 11  | 1   | 1   | 4   | 2   | DNF | 3   | 4   | 1   | DNF | 1   | 2   | 292    |
| 02   | Jaguar TCS Racing                | 10  | DNF | 3   | 4   | DNF | DNS | 3   | 2   | 19  | 18  | 21  | DNS | 19  | DNF | 3   | 4   | 7   | 292    |
| 03   | Avalanche Andretti Formula E     | 27  | 1   | 2   | 2   | 15  | 13  | DNF | 18  | 2   | 3   | 2   | 2   | 2   | 4   | 1   | 2   | 3   | 252    |
| 03   | Avalanche Andretti Formula E     | 36  | 4   | 9   | 12  | 9   | 9   | 12  | 8   | 21  | DNF | 16  | DNF | 18  | DNF | DNF | 13  | 21  | 252    |
| 04   | TAG Heuer Porsche Formula E Team | 13  | 7   | 18  | 11  | 3   | 1   | 4   | DNF | 5   | 15  | 8   | 7   | 3   | DNF | 12  | 16  | 16  | 242    |
| 04   | TAG Heuer Porsche Formula E Team | 94  | 2   | 1   | 1   | 4   | DNF | 7   | 6   | 7   | 10  | 1   | 6   | 8   | 9   | 7   | 9   | 10  | 242    |
| 05   | DS Penske                        | 01  | 10  | 11  | 20  | 8   | 7   | 6   | DNF | 8   | 9   | 4   | 9   | 12  | 11  | 8   | 11  | 5   | 163    |
| 05   | DS Penske                        | 25  | 12  | 7   | 16  | 1   | 2   | 5   | 7   | 3   | 7   | 5   | 16  | 11  | 5   | 14  | DNF | 22  | 163    |
| 06   | Maserati MSG Racing              | 07  | 11  | DNS | 19  | 14  | DNF | 11  | 3   | 6   | DNF | 3   | 1   | 6   | 3   | 6   | 12  | 14  | 140    |
| 06   | Maserati MSG Racing              | 48  | DNF | DNF | 9   | 10  | DNF | DNF | 9   | DNF | 11  | 6   | 8   | DNF | DNF | 4   | 5   | 11  | 140    |
| 07   | Nissan Formula E Team            | 17  | DNF | 12  | 14  | 7   | 8   | DNF | 13  | 16  | 17  | 12  | 5   | 9   | 7   | 2   | 8   | 4   | 95     |
| 07   | Nissan Formula E Team            | 23  | 15  | 17  | 8   | 12  | DNF | DNF | 12  | 11  | 4   | 19  | 4   | 15  | 10  | 15  | DNF | 15  | 95     |
| 08   | Neom McLaren Formula E Team      | 05  | 5   | 8   | 5   | DNF | 10  | 8   | DNF | 18  | 5   | 10  | DNF | 17  | DNS | 11  | 10  | 19  | 88     |
| 08   | Neom McLaren Formula E Team      | 58  | DNF | 5   | 3   | DNF | 4   | 9   | 17  | 13  | 16  | 15  | 15  | 14  | DNF | 13  | 14  | 12  | 88     |
| 09   | NIO 333 Formula E Team           | 03  | 16  | 15  | 17  | 5   | 12  | 16  | 16  | 15  | 14  | 17  | DNS | 16  | 8   | DNF | DSQ | 16  | 42     |
| 09   | NIO 333 Formula E Team           | 33  | 17  | 14  | 10  | DNF | 6   | 17  | DNF | 10  | 6   | 13  | 11  | 13  | 13  | 9   | 7   | 9   | 42     |
| 010  | Mahindra Racing                  | 08  | 13  | 19  | DNF | 6   | WD  | 15  | 10  | 14  | DNF | 18  | 16  | DNF | 12  | DNF | 15  | 20  | 41     |
| 010  | Mahindra Racing                  | 11  | 3   | 13  | 15  | 14  | WD  | 13  | 11  | 12  | 12  | 14  | 14  | 7   | DNF | DNF | 6   | 18  | 41     |
| 011  | ABT Cupra Formula E Team         | 04  | DNF | 16  | 18  | DNF | WD  | 14  | 14  | 17  | 13  | 9   | 13  | 10  | DNF | DNF | DNF | 17  | 21     |
| 011  | ABT Cupra Formula E Team         | 51  | 14  | DNF | DNF | 11  | WD  | DNF | 15  | 9   | DNF | 11  | 12  | DNF | 6   | 10  | DNF | 8   | 21     |

### Legende
| Legende                      | Legende       | Legende                                                                 |
| Farbe                        | Abkürzung     | Bedeutung                                                               |
| ---------------------------- | ------------- | ----------------------------------------------------------------------- |
| Gold                         | —             | Sieger                                                                  |
| Silber                       | —             | 2. Platz                                                                |
| Bronze                       | —             | 3. Platz                                                                |
| Grün                         | —             | Platzierung in den Punkten                                              |
| Blau                         | —             | Klassifiziert außerhalb der Punkteränge                                 |
| Violett                      | DNF           | Rennen nicht beendet                                                    |
| Violett                      | NC            | nicht klassifiziert                                                     |
| Rot                          | DNQ           | nicht qualifiziert                                                      |
| Schwarz                      | DSQ           | disqualifiziert                                                         |
| Weiß                         | DNS           | nicht am Start                                                          |
| Weiß                         | WD            | zurückgezogen                                                           |
| Weiß                         | C             | Rennen abgesagt                                                         |
| Blanko                       |               | nicht teilgenommen                                                      |
| Blanko                       | DNP           | gemeldet, aber nicht teilgenommen                                       |
| Blanko                       | INJ           | verletzt oder krank                                                     |
| Blanko                       | EX            | ausgeschlossen                                                          |
| sonstige Formate und Zeichen | P/fett        | Pole-Position                                                           |
| sonstige Formate und Zeichen | kursiv        | Schnellste Rennrunde (ab 2017/18: Schnellste Rennrunde der ersten Zehn) |
| sonstige Formate und Zeichen | unterstrichen | Führender in der Gesamtwertung                                          |
| sonstige Formate und Zeichen | *             | nicht im Ziel, aufgrund der zurückgelegten Distanz aber gewertet        |
| sonstige Formate und Zeichen | ( )           | Streichresultat                                                         |